# Regierungsbezirk Kassel
Kassel is een van drie Regierungsbezirke (regio's) van Hessen, een deelstaat van Duitsland.
| Kreise (districten)                                                                                          | Kreisfreie Städte (stadsdistricten) |
| --- | ----------------------------------- |
| 1. Kassel 2. Fulda 3. Schwalm-Eder-Kreis 4. Hersfeld-Rotenburg 5. Werra-Meißner-Kreis 6. Waldeck-Frankenberg | 1. Kassel                           |

## Regeringspresidenten

### Provincie Hessen-Nassau
- 1867-1872: Eduard von Möller
- 1872-1876: Ludwig von Bodelschwingh
- 1876-1881: August Freiherr von Ende
- 1881-1886: Botho Graf zu Eulenburg
- 1886-1887: Eduard Magdeburg
- 1887-1893: Anton Rothe
- 1893-1899: Maximilian Graf Clairon d'Hassouville
- 1899-1905: August von Trott zu Solz
- 1905-1919: Graf von Bernstorff
- 1919-1926: Gustav Springorum
- 1926-1927: Otto Stoelzel
- 1927-1933: Ferdinand Friedensburg
- 1933-1944: Konrad von Monbart

### Provincie Keur-Hessen
- 1944-1945: Ernst Beckmann

### Deelstaat Hessen
- 1945-1962: Fritz Hoch
- 1962-1975: Alfred Schneider
- 1975-1979: Burghard Vilmar
- 1979-1984: Heinz Fröbel
- 1984-1987: Burghard Vilmar
- 1987-1991: Ernst Wilke
- 1991-1993: Ilse Stiewitt
- 1993-1996: Inge Friedrich
- 1996-1999: Bertram Hilgen
- 1999-2003: Oda Scheibelhuber
- 2003-2009: Lutz Klein
- 2009-2019: Walter Lübcke